# Kernkraftwerk Peach Bottom
Das Kernkraftwerk Peach Bottom steht in Peach Bottom, 97 Kilometer südlich der Stadt Harrisburg am Westufer des Susquehanna River und hat insgesamt drei Blöcke, von denen der erste 1974 abgeschaltet wurde.

## Geschichte
Die Planung für das Kernkraftwerk begann im Jahr 1959. Anfangs war nur ein Block geplant, ein heliumgekühlter Hochtemperaturreaktor. Der Baubeginn von Block 1 erfolgte am 1. Februar 1962. Den Betrieb nahm der Reaktor am 27. Januar 1967 auf und ging am 1. Juni 1967 in den kommerziellen Leistungsbetrieb über. Nach einer kurzen Laufzeit von sieben Jahren ging Block 1 am 1. November 1974 vom Netz.
1966 wurden schon die Blöcke 2 und 3 geplant. Der Bau von Block 2 und 3 begann gemeinsam am 31. Januar 1968. Block 2 nahm den Betrieb am 18. Februar 1974 auf, Block 3 am 1. September 1974. Block 2 wechselte am 5. Juli 1974 in den kommerziellen Leistungsbetrieb, Block 3 folgte am 23. Dezember 1974. Bei beiden Reaktoren handelt es sich um General Electric-Siedewasserreaktoren vom Typ GE-BWR 4. Die Reaktoren haben jeweils ein MARK-1-Containment. Die Betriebslizenz von Block 2 läuft am 8. August 2033 aus, die von Block 3 am 2. Juli 2034. Die Kosten der Blöcke beliefen sich auf zirka 1,2 Milliarden Dollar. Der Block 3 des Kernkraftwerks war im Jahr 1980 der mit der zweithöchsten Jahresproduktion weltweit.
Das Kraftwerk beschäftigt rund 600 Arbeiter. Die Lohnkosten betragen jährlich zirka 50 Millionen Dollar. Für lokale Immobilien zahlt Exelon bis zu 1,3 Millionen Dollar jährlich.
In einer dreimonatigen Prüfung des Kernkraftwerkes im Jahr 2007 wurden große personelle Mängel gefunden: Mehrere Wachleute verrichteten ihren Schlaf während der Arbeit.

## Betriebsbewilligung
In den USA wird die Betriebsbewilligung (engl. license) für ein Kernkraftwerk von der Nuclear Regulatory Commission (NRC) zunächst für einen Zeitraum von bis zu 40 Jahren erteilt. Der Zeitraum von 40 Jahren basierte ursprünglich auf dem Zeitraum für die Abschreibung von Anlagevermögen. Der Atomic Energy Act of 1954 erlaubt eine (auch mehrmalige) Verlängerung der Betriebserlaubnis um jeweils 20 Jahre.
Die ursprüngliche Betriebsbewilligung für den Block 2 wurde dem Betreiber Exelon Generation Co., LLC am 25. Oktober 1973 durch die NRC erteilt. Sie wurde am 7. Mai 2003 bis zum 8. August 2033 verlängert.
Für den Block 3 wurde die ursprüngliche Bewilligung am 2. Juli 1974 erteilt. Sie wurde am 7. Mai 2003 bis zum 2. Juli 2034 verlängert.
Im September 2018 beantragte die Exelon Generation Co. LLC bei der Nuclear Regulatory Commission (NRC) eine weitere Betriebsverlängerung für die Blöcke 2 und 3 auf jeweils 80 Jahre. 2020 wurde diese Verlängerung von der NRC genehmigt. 

## Daten der Reaktorblöcke
| Reaktorblock   | Reaktortyp            | Netto- leistung | Brutto- leistung | Baubeginn  | Netzsyn- chronisation | Kommer- zieller Betrieb | Betriebs- bewilligung | Abschaltung |
| -------------- | --------------------- | --------------- | ---------------- | ---------- | --------------------- | ----------------------- | --------------------- | ----------- |
| Peach Bottom-1 | Hochtemperaturreaktor | 40 MW           | 42 MW            | 01.02.1962 | 27.01.1967            | 01.06.1967              |                       | 01.11.1974  |
| Peach Bottom-2 | Siedewasserreaktor    | 1.112 MW        | 1.171 MW         | 31.01.1968 | 18.02.1974            | 05.07.1974              | 08.08.2053            |             |
| Peach Bottom-3 | Siedewasserreaktor    | 1.112 MW        | 1.171 MW         | 31.01.1968 | 01.09.1974            | 23.12.1974              | 02.07.2054            |             |